# Gemein
Das Wort gemein bezeichnet ursprünglich eine Eigenschaft, die mehrere Menschen gemeinsam besitzen (Beispiel: „all diesen Leuten ist die Muttersprache Deutsch gemein“). Es ist verwandt mit dem lateinischen communis/commune und dem englischen mean (bzw. indirekt common).
Außerhalb dieser und weiterer feststehender Wendungen wird es heute umgangssprachlich oft als Synonym für ‚bösartig‘ (im Sinne von hinterhältig) verwendet. Das verwandte Substantiv „Gemeinheit“ bezeichnet heute ausschließlich eine unanständige und, oder hinterhältige Tat.
Bei Trivialnamen von Lebewesen bedeutet „gemein“, dass diese Art für die Benenner die bekannteste war, beziehungsweise keine besonderen Merkmale hat.

## Bedeutungsfeld
In ähnlicher Bedeutung ist es noch im Adjektiv allgemein (als Gegensatz zu speziell), abgekürzt allg.,  erhalten, was so viel bedeutet wie ‚umfassend‘, ‚generell‘ oder ‚für alle oder die überwiegende Mehrheit geltend‘, etwa für den sprichwörtlich gemeinen Mann. Mit Allgemeinheit wird auch die Gesamtheit der Bevölkerung eines Bereichs bezeichnet. Was der Allgemeinheit gehört, gehört allen zusammen, niemandem allein, ist aber oft von jedem einzelnen nutzbar (siehe Allmende).
Der Prozess, aus einer beobachteten Anzahl von ähnlichen Einzelphänomenen auf allgemeine Gültigkeit zu schließen, wird als Verallgemeinerung (Generalisierung) bezeichnet.

## Einzelbedeutungen
- Gemein oder Gemeine bezeichnet bei den Landsknechten der frühen Neuzeit die Vollversammlung aller Söldner,[2] die zu einer Haufe gehörten, ähnliches findet sich bereits in der Verfassung der Heeresversammlungen in der griechischen und römischen Antike.
- Im deutschen Heer wurde bis 1918 als Gemeiner bezeichnet, wer dem Kriegsvolk als dienstgradloser einfacher Soldat angehörte.[3] Die Bezeichnung war vom 18. bis ins 20. Jahrhundert üblich.
- Bereits abwertend bezeichnete es früh die einfachen Leute („das gemeine Volk“) und bedeutete bald „vulgär“.
- Rechtliche Bedeutungen
  - Gemeinsame Eigentümer eines mittelalterlichen Besitzes, wie z. B. einer Burg, wurden als Gemeine bezeichnet.
  - Die gemeine Gefahr als Rechtsbegriff (z. B. in § 323c StGB) setzt voraus, dass bedeutende Rechtsgüter (z. B. Leben oder Eigentum) einer Vielzahl von Menschen konkret gefährdet sind.
  - Das gemeine Recht gilt – im Gegensatz zum Partikularrecht, das nur für einen Gebietsteil gilt – für ein Gebiet als Ganzes. So galt das römische Recht seit der Rezeption ab dem 14. Jahrhundert, also vom Spätmittelalter bis zum Ende des Alten Reichs 1806 als „Gemeines Recht“ (ius commune) im ganzen Gebiet des Reiches.[4] Zwar gingen römisches Reichsrecht oder das örtliche Territorialrecht als Partikularrecht vor, doch nur, wenn sie beweisbar waren. In der Praxis war damit das Gemeine Recht in zahlreichen Einzelstaaten das maßgebliche Recht, weil es nicht bewiesen werden musste. Spätestens 1900 wurde das Gemeine Recht im Deutschen Reich durch das Inkrafttreten des Bürgerlichen Gesetzbuches abgelöst. In anderen vormaligen Territorien des Alten Reiches galt es lange noch fort, so im Common Dutch Law, das auch in vormaligen Kolonialgebieten der Niederlande (etwa im von Buren besiedelten Südafrika und Simbabwe) heute noch für einige Territorien und Rechtsgebiete fortgilt.
- In oberdeutschen Ortsnamen kann Gemein für Ort oder Gemeinde stehen.
  - Ein Ortsteil der bayerischen Gemeinde Bindlach trägt ebenfalls den Namen Gemein.
- Die „Gemeinen“ sind in der Typografie die Kleinbuchstaben; also die häufigsten Buchstaben im Gegensatz zu den selteneren Großbuchstaben.
- gemein als Adjektiv bedeutet umgangssprachlich  (besonders in der Kindersprache) „tückisch“, „boshaft“, „fies“, „schofel“. Eine „gemeine Tat“ in diesem Sinne ist eine Gemeinheit. Ivan Illich veröffentlichte 1982 das Buch Vom Recht auf Gemeinheit.